# Enderleina froehlichi
Enderleina froehlichi är en bäcksländeart som beskrevs av Ribeiro-ferreira 1995. Enderleina froehlichi ingår i släktet Enderleina och familjen jättebäcksländor. Inga underarter finns listade i Catalogue of Life.